# 기타나라오카촌
기타나라오카촌(北楢岡村)은 아키타현 센보쿠군에 설치되었던 촌이다.